# William Libbey

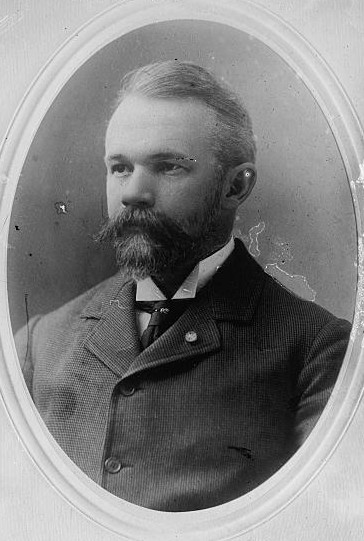
William Libbey

William A. Libbey III (* 27. März 1855 in Jersey City in New Jersey; † 6. September 1927 in Princeton, New Jersey) war ein Professor für Physische Geographie an der Princeton University. Außerdem war er Silbermedaillengewinner mit der US-amerikanischen Mannschaft bei den Olympischen Spielen.

## Lebensweg
Libbey wurde 1855 in Jersey City im Bundesstaat New Jersey geboren. Als Undergraduate an der Princeton University war Libbey verantwortlich dafür, dass orange und schwarz als Schulfarben ausgewählt wurden. 1877 graduierte Libbey. Anschließend führte er eine wissenschaftliche Erkundungsreise in den Westen der USA durch. Am 17. Juli 1877 gelang ihm die erste dokumentierte Besteigung des 4327 m hohen Mount Princeton in den Rocky Mountains von Colorado. 1879 promovierte Libbey an der Princeton University im Bereich Geologie. 1880 wurde er zum Direktor des Elizabeth Marsh Museum of Geology and Archaeology berufen. Außerdem wurde er Associate Professor und lehrte Physische Geographie. 1883 wurde Libbey Professor. 1886 nahm Libbey an der New-York-Times-Expedition nach Alaska teil. Dabei benannte er einen Gletscher nach dem schweizerisch-amerikanischen Naturforscher Louis Agassiz. 
Libbey erreichte bei der New Jersey National Guard den Rang eines Colonel. Er nahm bei den Olympischen Sommerspielen 1912 in Stockholm teil und gewann in der Mannschaftsdisziplin Laufender Hirsch 100 m Einzelschuss Mannschaft die Silbermedaille.
Libbey starb 1927 in Princeton.

## Ehrungen
In Alaska wurde der Libbey-Gletscher nach ihm benannt. 